# セルゲイ・リャプノフ

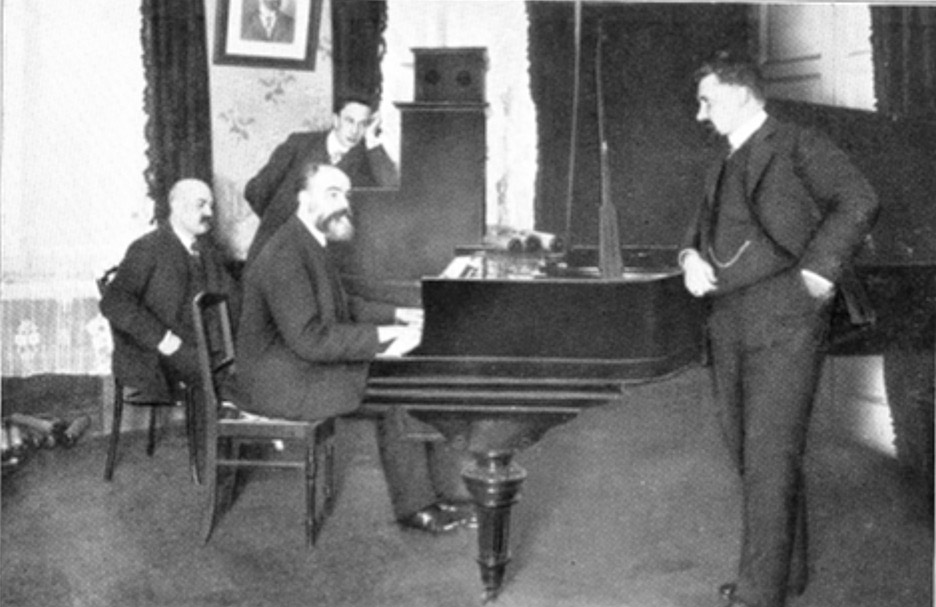
ヴェルテ＝ミニョンのピアノロールに演奏を記録するリャプノフ(1910年)

セルゲイ・ミハイロヴィチ・リャプノフ（ロシア語: Серге́й Михайлович Ляпуно́в, Sergey Michaylovich Lyapunov, 1859年11月30日 ヤロスラーヴリ - 1924年11月8日 パリ）は、ロシアの作曲家、ピアニスト。兄アレクサンドルは著名な数学者、化学者。

## 略歴
8歳のときに天文学者の父ミハイル・リャプノフがヤロスラーヴリで死去、母親に連れられ二人の兄弟とともにニジニ・ノヴゴロドに移り住む。同地に新設されたロシア音楽協会支部の公開講座に学び、ニコライ・ルビンシテインの推薦により、1878年にモスクワ音楽院に進学。フランツ・リストの門弟カール・クリントヴォルトにピアノを、セルゲイ・タネーエフに作曲を師事。
1883年に卒業後、ミリイ・バラキレフと初めて出逢い、それから1885年にサンクトペテルブルクに行きバラキレフ宅に身を寄せ、バラキレフ晩年の時期において最も重要な一員となる。自らもニジニ・ノヴゴロドに生まれ育ったバラキレフは、この控えめな青年ピアニストを保護し、1860年代に「ロシア五人組」のメンバーに対して行なったように、リャプノフ青年の成長を近くで見守った。その後リャプノフは帝国地理協会の民謡収集部に関係し、帝室礼拝堂における准音楽監督としてニコライ・リムスキー＝コルサコフに従った。その後1911年よりサンクトペテルブルク音楽院教授に就任。革命の時代を過ごした後、1923年にパリに去り、同地のロシア亡命者の子息のために音楽学校を組織したが、その翌年に心臓発作により64歳で死去した。遺体は現在、パリのバティニョール墓地に埋葬されている。最後の大作である『交響曲第2番 変ロ短調』（作品66）は死後の1958年に初めて出版された。

## 作風
リャプノフは同世代のアナトーリ・リャードフと並んで、ロシア国民楽派の最後の一人と呼びうる存在である。リャプノフは、五人組やピョートル・チャイコフスキーの世代と、アレクサンドル・スクリャービンやイーゴリ・ストラヴィンスキー以降の急進的な世代との間に生まれた。この空白の期間は、アレクサンドル・グラズノフのように穏健路線を歩んだ作曲家や、セルゲイ・ラフマニノフのように後期ロマン派音楽の爛熟した様式を追究した作曲家が生まれている。
リャプノフは、間違いなく後期ロマン派音楽の作曲家ではあったものの、バラキレフを師と決めて、どちらの陣営にも与しなかった。バラキレフは、かつて多くの門人や友人に課したように、リャプノフにも交響曲の作曲に取り組ませた。リャプノフの『交響曲第1番 ロ短調』（作品12）は魅力的ではあるものの、和声や旋律形成、管弦楽法において老バラキレフにかなり影響され、またボロディンにも感化されている。初期のその他の短い管弦楽曲も、とうてい独創的とは言えないが、『ロシアの主題による荘厳序曲』（作品7）は、民謡やその抑揚を、独自のやり方で自作に取り入れる能力を実証してみせている。また、リャプノフは絶筆となった『ピアノ協奏曲第2番 変ホ長調』などのバラキレフの未完作品を補筆した。
リャプノフはバラキレフと同様に優れたピアニストであったので、ピアノ曲やピアノのための協奏的作品、声楽曲におけるピアノパートは、作曲家としての力量が最大限に発揮されている。もっとも有名な作品は、フランツ・リストの追想作品として作曲された『12の超絶技巧練習曲』（作品11）である。これは間違いなくリャプノフの最高傑作で、幅広い情操の広がりをつきぬけ、限りなくしなやかな演奏技巧を必要とする、非常に高度な練習曲がそろっている。リャプノフはヴェルテ＝ミニョン製のピアノロールに、『12の超絶技巧練習曲』の第1番・第5番・第12番と『6つのディヴェルティスマン』（作品35）の4曲を録音した。

## 主要作品一覧

### 管弦楽曲
- 交響曲第1番 ロ短調 作品12（1887年）
- 交響曲第2番 変ロ短調 作品66（1917年）
初演はリャプノフの死後から20年以上が経過した1950年12月28日に、エフゲニー・ムラヴィンスキー指揮、レニングラード・フィルハーモニー管弦楽団によって行われた。
- バラード 嬰ハ短調 作品2（1883年）
作曲者自身による2台ピアノ版あり。
- ロシアの主題による荘厳序曲 ハ長調 作品7（1886年）
- ポロネーズ ニ長調 作品16（1902年）
- 交響詩『ジェラゾヴァ・ヴォラ（英語版） Zhelazova Vola』ロ短調 作品37（1909年）
ショパン生誕100周年祭のために作曲。ショパンの『マズルカ イ短調 作品17-4』や『子守歌 変ニ長調 作品57』からの引用あり。
- 東洋風交響詩『ハシシ Hashish』変ロ短調 作品53（1914年）
アルセーニー・ゴレニシチェフ＝クトゥーゾフの詩による。

### 協奏的作品
- ピアノ協奏曲第1番 変ホ短調 作品4（1890年）
- ピアノ協奏曲第2番 ホ長調 作品38（1909年）
- ウクライナの主題による狂詩曲 作品28（1907年）
フェルッチョ・ブゾーニに献呈。
- ヴァイオリン協奏曲 ニ短調 作品61（1915年）

### 室内楽曲
- ピアノ六重奏曲 変ロ短調（英語版） 作品63（1915年、1921年改訂）

### ピアノ曲
- マズルカ（全8曲）
第1番 嬰ヘ短調 作品9-1（1898年）
第2番 変ニ長調 作品9-2（1898年）
第3番 変ホ短調 作品17（1902年）
第4番 変イ長調 作品19（1903年）
第5番 変ロ短調 作品21（1903年）
第6番 ト長調 作品24（1905年）
第7番 嬰ト短調 作品31（1908年）
第8番 ト短調 作品36（1909年）
- 即興円舞曲（全3曲）
第1番 ニ長調 作品23（1905年）
第2番 変ト長調 作品29（1908年）
第3番 ホ長調 作品70（1922年）
- 3つの小品 作品1 （1887～88年）
第1曲 変ニ長調『練習曲』
第2曲 変ホ短調『間奏曲』
第3曲 変イ長調『ワルツ』
- 夜の夢 ロ短調 作品3（1880年、1903年改訂）
- 即興曲 変イ長調 作品5（1895年）
- 7つの前奏曲 作品6（1895年）
第1番 変ロ長調 アレグロ・リゾルート
第2番 変ト長調 ヴィヴァーチェ
第3番 変ホ短調 レント
第4番 ロ長調 アレグロ・ジョコーソ
第5番 変イ長調 アレグロ・グラツィオーソ
第6番 ヘ短調 アンダンティーノ・モッソ
第7番 変ニ長調 アニマート・アッサイ
- 夜想曲 変ニ長調 作品8（1898年）
- 12の超絶技巧練習曲（英語版） 作品11（1897～1905年）
第1番 嬰ヘ長調『子守歌 Berceuse』
第2番 嬰ニ短調『幽霊の踊り Ronde des Fantômes』
第3番 ロ長調『鐘 Carillon』
第4番 嬰ト短調『テレク Térek』
第5番 ホ長調『夏の夜 Nuit d'été』
第6番 嬰ハ短調『嵐 Tempête』
第7番 イ長調『牧歌 Idylle』
第8番 嬰ヘ短調『叙事詩 Chant épique』
第9番 ニ長調『エオリアン・ハープ Harpes éoliennes』
第10番 ロ短調『レズギンカ Lesghinka』
第11番 ト長調『妖精の踊り Ronde des sylphes』
第12番 ホ短調『フランツ・リストを偲ぶエレジー Elégie en mémoire de François Liszt』
- ノヴェレッテ ハ長調 作品18（1903年）
- 哀愁のワルツ 変ニ長調 作品20（1903年）
- 薄暮の歌 変ニ長調 作品22（1904年）
- タランテラ 変ロ短調 作品25（1906年）
- 秋の歌 嬰ヘ短調 作品26（1906年）
- ピアノソナタ ヘ短調 作品27（1906～08年）
- グリンカのオペラ『ルスランとリュドミラ』からの2つの小品 作品33
- ユーモレスク 変ト長調 作品34（1909年）
- 6つのディヴェルティスマン 作品35（1909年）
- 中級程度の3つの小品 作品40（1910年）
- 降誕祭 作品41（1910年、全4曲）
- スケルツォ 変ロ短調 作品45（1911年）
- 舟歌 嬰ト短調 作品46（1911年）
- ロシアの主題による変奏曲とフーガ 嬰ニ短調 作品49（1912年）
- 牧歌的前奏曲 変イ長調 作品54（1913年）
- 演奏会用大ポロネーズ ヘ短調 作品55（1913年）
- 3つの小品 作品57（1913年）
- 前奏曲とフーガ 変ロ短調 作品58（1913年）
- 6つのやさしい小品 作品59（1914年）
- グルジアの主題による変奏曲 イ長調 作品60（1914～15年）
- ソナチネ 変ニ長調 作品65（1917年）
- トッカータとフーガ ハ長調（1920年）

### 声楽曲
- 4つの歌曲 作品14（1900年）
- 4つの歌曲 作品30（1908年頃）
- 4つの歌曲 作品32（1908年頃）

### 編曲作品
- 30のロシア民謡 作品10（1901年）
- バラキレフの『イスラメイ』の管弦楽編曲
- ヨハン・パッヘルベルの『カノン』の編曲